# Arbeidsproductiviteit
Arbeidsproductiviteit of gemiddelde arbeidsproductiviteit is de hoeveelheid productie die per tijdseenheid wordt geproduceerd door één arbeider. Vaak wordt het ook gemeten door per arbeider de toegevoegde waarde te nemen.

## Productiviteit
Als de productiviteit per arbeider hoog is, dan is er relatief minder arbeid nodig. Dat de productiviteit hoog is kan verschillende redenen hebben. Een hoge arbeidsproductiviteit ontstaat door: scholing, arbeidsverdeling of specialisatie en kapitaalintensiteit (de inzet van veel kapitaalgoederen). Door mensen te specialiseren worden ze bekwamer/vaardiger op dat gebied: hoe bekwamer de arbeider, des te hoger is de productiviteit.

## Arbeidsverdeling of arbeidsspecialisatie
Arbeidsverdeling of arbeidsspecialisatie betekent dat mensen zich bezighouden met 1 onderdeel in het productieproces. Specialisatie zorgt er ook voor dat mensen moeten ruilen met elkaar, omdat ze niet zelf alle goederen kunnen produceren waaraan ze behoefte hebben. 
Er zijn verschillende soorten arbeidsverdeling: 
- technische of interne arbeidsverdeling
- maatschappelijke of externe arbeidsverdeling
- geografische arbeidsverdeling.

## Arbeidsverdeling
Technische of interne arbeidsverdeling is de specialisatie binnen een bedrijf. De één is directeur en de ander schoonmaker. Maatschappelijke of externe arbeidsverdeling is de specialisatie van bedrijven in bepaalde producten zo ontstaan er ook bedrijfstakken die ergens in gespecialiseerd zijn. Het ene bedrijf produceert elektronica en het andere bedrijf auto's. Geografische arbeidsverdeling: sommige gebieden zijn geschikter voor de productie van een bepaald goed dan een ander gebied. Zo is Nederland een distributieland en zo kunnen er in Spanje olijven verbouwd worden. De arbeidsproductiviteit (in stuks) is te berekenen met de formule: geproduceerde aantal producten/aantal arbeiders.

## Scholing
Voortschrijdende technologie vereist veel scholing, bijscholing en nascholing. Als mensen goed geschoold zijn, dan is hun arbeidsproductiviteit ook hoger. Bijscholing betekent dat de scholing van mensen niet meer aan de hedendaagse eisen voldoet en dat men moet bijleren om geschikt te blijven voor de functie. Herscholing houdt in dat iemand een verkeerde scholing heeft gedaan en opnieuw moet beginnen om voor een nieuwe werksoort geschikt te zijn.

## Kapitaalintensiteit
Als er bij productie veel arbeid ten opzichte van kapitaal wordt gebruikt, is de productie arbeidintensief. Worden er veel kapitaalgoederen (machines) ten opzichte van arbeid gebruikt, dan is de productie kapitaalintensief. De kapitaalintensiteit zegt dus iets over de hoeveelheid kapitaalgoederen die er in een productieproces in verhouding tot arbeid worden gebruikt. De kapitaalintensiteit kan veranderen door investeringen. Er zijn in dit verband twee soorten investeringen: breedte-investeringen en diepte-investeringen.
Een breedte-investering is de aankoop van een extra vast kapitaalgoed door de producent waardoor de verhouding tussen arbeid en kapitaal niet verandert. Een diepte-investering is de aankoop van een extra vast kapitaalgoed door de producent waardoor de verhouding tussen arbeid en kapitaal ten nadele van de arbeid verandert. Door diepte-investeringen wordt de kapitaalintensiteit van de productie hoger.